# Lamoda
Lamóda — один из крупнейших интернет-магазинов в России и СНГ. С 2014 по 2022 год входил в состав Global Fashion Group.

## История
В 2011 году был открыт интернет-магазин Lamoda и начала работу собственная курьерская служба LM Express в Москве.
В 2012 году Lamoda запустилась в Казахстане (Lamoda.kz), где стала первым онлайн-ритейлером. Компания открыла в Московской области собственный складской комплекс площадью 20 тыс. м².
В 2013 году Lamoda привлекла 130 миллионов долларов инвестиций от Access Industries, Summit Partners и Tengelmann Group. Вложение стало самой крупной инвестицией в сфере российской электронной коммерции. Lamoda начала сотрудничать с платежной системой PayPal. В октябре 2013 года был создан собственный центр IT-разработки в Вильнюсе для поддержки основного сайта Lamoda.ru и бэк-офиса IT-департамента компании. Открыт контактный центр в Житомире (Украина). В декабре состоялся официальный запуск интернет-магазина Lamoda.ua на территории Украины, который вскоре стал «Открытием года» по версии Ukrainian E-Commerce Awards. Также вышел релиз мобильного приложения Lamoda для iPhone и Android OS.
В январе 2014 года Lamoda получила инвестиции в размере 10 миллионов евро со стороны IFC (Международной Финансовой Корпорации), входящей в Группу Всемирного банка, вошла в топ-20 ведущих интернет-магазинов России по версии Forbes. Запущено мобильное приложение Lamoda для планшетных компьютеров.
В сентябре 2014 года Lamoda стала частью Global Fashion Group (GFG) — холдинга, созданного компаниями Kinnevik, Rocket Internet и Access Industries. В GFG также вошли партнерские интернет-компании Dafiti, Jabong, Namshi и Zalora.
В октябре Lamoda открыла контактный центр в Волгограде, насчитывающий более 300 операторов. В ноябре Lamoda открыла дизайн-студию в Лондоне и запустила дочерний проект по созданию одежды и обуви под собственным брендом LOST INK. В декабре 2014 года Lamoda начала работать в Республике Беларусь (Lamoda.by).
В 2015 году служба доставки LM Express была запущена более чем в 80 регионах. Lamoda вышла на рынок B2B и начала оказывать услуги полного сопровождения интернет-магазинов. Подписаны контракты с Just Couture и Finn Flare. В том же году Lamoda начала работать по модели маркетплейса — размещать на своей витрине товары сторонних продавцов. Среди первых партнеров — российские дизайнеры, а также бренды Ecco и Samsonite.
В 2016 году Lamoda стала В2В-партнером Inditex Group и обеспечила операционную деятельность марок Zara Home, Uterque, Stradivarius, Oysho, Pull and Bear в России.
В 2017 году был открыт третий call-центр компании — в Чернигове. Клиентам стала доступна услуга рассрочки. Собственная доставка LM Express стала работать в более чем 500 городах России. Сеть пунктов выдачи товаров в России и СНГ, включая собственные и партнерские точки, достигла 8500 ПВЗ. Во всех пунктах выдачи доступна опция возврата. В преддверии чемпионата мира по футболу компания запустила онлайн-магазин FIFA.
В январе 2018 года Lamoda купила сеть pick-up.ru, добавив тем самым в свою инфраструктуру 56 новых точек выдачи в Москве и Санкт-Петербурге.
В январе 2019 года штаб-квартира Lamoda переехала в новый офис Lamoda Home.
В 2019 году Lamoda провела ребрендинг и сменила логотип. Новый логотип Lamoda полностью чёрный, а буквы «la» в нём смещены под небольшим углом.
В августе 2019 года в мобильном приложении на iOS запущена AR-примерочная. Пользователи могут примерить более 100 пар кроссовок перед тем, как заказать их онлайн. В сентябре компания перезапустила программу лояльности Lamoda Club. В ней стала доступна максимальная скидка 25 %.
В марте 2020 года Lamoda запустила новый раздел с товарами для дома и продуктами питания с длительным сроком хранения. Также к маркетплейсу с начала года присоединился целый ряд крупных брендов — «Спортмастер», Sandro, Maje, Mothercare, «ВкусВилл» и другие.
В июле 2020 года Lamoda запустила раздел с товарами благотворительных фондов, а в сентябре начала продажу товаров в поддержку людей с аутизмом.
В ноябре 2020 года Lamoda запустила раздел Lamoda Planet, где собрала товары, отвечающие принципам осознанного потребления. За 2 месяца с момента запуска раздела россияне потратили на экологичные, этичные и благотворительные товары более 50 миллионов рублей. Покупатели Lamoda получили возможность оставлять безналичные чаевые курьерам и сотрудникам пунктов выдачи заказов. Также Lamoda договорилась о партнёрстве с «Делимобиль» об аренде машин для курьеров в регионах.
В марте 2021 года компания начала строительство второго распределительного центра в Московской области.
26 февраля 2022 года, после российского вторжения на Украину, компания приостановила свою деятельность на Украине, а также приостановила строительства второго центра и инвестирование в России.
В декабре 2022 года холдинг Global Fashion Group ушёл с российского рынка, продав Lamoda российскому бизнесмену Якову Панченко, владельцу российского «Стокманна». В его собственность перешли активы в России, Беларуси и Казахстане, а GFG получила €95 млн за вычетом расходов по сделке. Новый владелец сообщил, что не планирует ребрендинг или слияние компании с другими активами.
В декабре 2023 года Lamoda открыла магазины под брендом Lamoda Sport с продукцией Adidas, Puma, Reebok и других брендов.
В сентябре 2024 года Lamoda заключила сотрудничество с «Яндекс Маркетом» о доставке заказов в ПВЗ маркетплейса в 800 городах. По итогам 2024 года сеть пунктов выдачи магазина увеличилась в 10 раз и составила 9 000 точек.

## Руководство
В марте 2018 года сооснователи Lamoda Нильс Тонзен и Доминик Пикер покинули компанию. Во главе Lamoda остались Флориан Янсен и Буркхард Биндер. В октябре на онлайн-платформе Lamoda появились бренды компании Inditex: Oysho, Pull&Bear. В ноябре 2018 года Мольдер Рысалиева назначена генеральным директором Lamoda в Казахстане.
В июне 2020 году в Lamoda сменилось руководство: один из основателей оператора связи «ВымпелКом» (бренд «Билайн») и экс-глава российского подразделения METRO Cash & Carry Джери Калмис занял пост CEO и генерального директора после ухода из компании сооснователей — Флориана Янсена и Буркхарда Биндера.
В июле 2023 года пост генерального директора компании занял Максим Гришаков.

## Показатели деятельности
Финансовые показатели Lamoda раскрываются в рамках финансовой отчётности Global Fashion Group.
По итогам 4 квартала 2019 года чистая стоимость всех покупок (NMV), сделанных в интернет-магазинах Lamoda Group в России, Беларуси, Украине и Казахстане, выросла на 25,2 % по сравнению с сопоставимым периодом прошлого года и составила 13,7 миллиарда рублей. Выручка компании по сравнению с 4 кварталом прошлого года увеличилась на 14 % до 10 миллиарда рублей. Валовая прибыль увеличилась более чем на 0,9 миллиарда рублей и достигла 4,2 миллиарда. Общая выручка за 2019 год составила 33 миллиарда рублей (рост на 14,4 %), показатель NMV 43,2 миллиарда рублей (рост на 24,4 %), валовая прибыль 13,6 миллиарда рублей (рост на 25,8 %).
В 2020 году Lamoda показала прибыльность по скорректированному показателю EBITDA, который достиг 2,4 миллиарда рублей. Показатель NMV по итогам года увеличился на 32,3 % — до 57,1 миллиарда рублей. Валовая прибыль в 2020 году выросла на 31,2 % и составила 17,7 миллиарда рублей. Число активных пользователей платформы в 2020 году достигло 3,6 миллионов человек (на 21 % больше, чем годом ранее).
В феврале 2018 года компания вошла в рейтинг 20 самых дорогих компаний Рунета по версии Forbes, заняв в нём 9 место.
В феврале 2021 года Lamoda вошла в список 30 самых дорогих компаний Рунета по версии Forbes, заняв 7 место.
За 2019 года чистая стоимость покупок в онлайн-магазинах Lamoda Group в Беларуси, Казахстане, России и Украине составила 43,2 миллиарда рублей.
За 2020 год чистый оборот (NMV) Lamoda Group в Беларуси, Казахстане, России и Украине составил 57,1 миллиард рублей.
В 2019 году общее количество сотрудников составило около 7 000 человек. У компании около 380 собственных пунктов выдачи и 17 000 партнёрских. На площадке представлено более 6 миллионов товаров от 3 000 брендов.
В 2020 году общее количество сотрудников составило около 8 000 человек. У компании около 400 собственных пунктов выдачи и 17 000 партнёрских. На площадке представлено более 10 миллионов товаров от 5 000 брендов.
Lamoda входит в ТОП-20 маркетплейсов для продавцов по версии Директ Лайн.

## Инфраструктура
Собственная фотостудия
У компании есть собственная фотостудия полного цикла площадью 2 500 м². Студия способна обрабатывать 3 500 единиц товара ежедневно. Каждый день на студии создается более 15 тысяч фотографий для каталога. На студии проводятся все типы fashion-съемок: на моделях, предметная съемка (обувь, сумки, аксессуары и т. п.). Производятся фотографии для каталога, лукбуков, рекламных материалов и контент для соцсетей.
Контакт-центры
Контакт-центр Lamoda, в котором работает более 300 сотрудников, расположен в Волгограде .
Склад и доставка

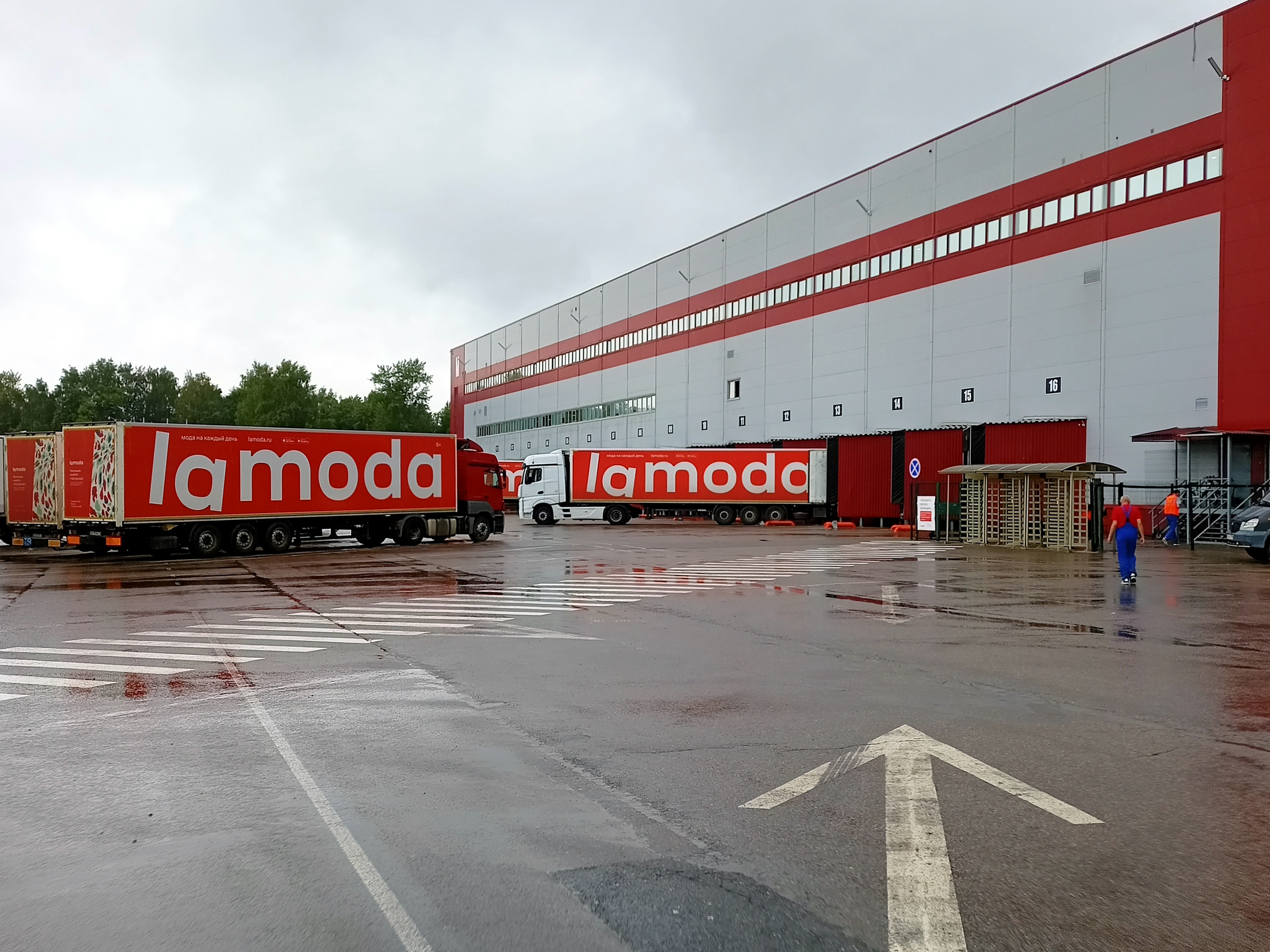
Логистический центр lamoda

Собственный складской комплекс Lamoda площадью 40 тыс. м² расположен в пос. Быково Московской области. Это полуавтоматический склад, управляемый собственной IT-платформой Lamoda. На складе хранится до 10 млн артикулов товаров.
Помимо обслуживания собственных товарных запасов Lamoda предоставляет услуги хранения и доставки другим производителям и поставщикам товаров в сегментах fashion и lifestyle. Одним из крупнейших клиентов является холдинг Inditex.
В июне 2019 года в рамках Петербургского экономического форума Lamoda и Почта России подписали меморандум о намерениях. В планы Lamoda и Почты России входит создание в течение пяти лет в Московской области распределительного центра площадью до 100 тысяч кв. м. Объявлено о партнёрстве с дочерней структурой X5 ОМНИ, предполагающее появление пунктов выдачи заказов в магазинах X5.
Доставка товаров осуществляется силами собственной службы доставки LM Express, а также с помощью логистических партнеров, в том числе Почтой России. Собственная служба доставки LM Express охватывает более 1000 городов и обеспечивает доставку 90 % заказов. В компании работают более 3 тысяч торговых представителей, которые осуществляют доставку на брендированных автомобилях. Покупатели в момент доставки могут примерить товар, выкупить заказ полностью или частично и оплатить наличными или банковской картой. В более чем 70 городах созданы региональные склады LM Express. В более чем 200 городах доступна доставка на следующий день. Сеть ПВЗ насчитывает более 17 тысяч пунктов самовывоза, включая партнёрские точки.

## Продукты и технологии
В августе 2019 года Lamoda совместно с белорусским стартапом Wannaby предоставили функцию примерки кроссовок в приложении для iOS с помощью технологий дополненной реальности. Для примерки пользователю необходимо навести камеру на ноги и выбрать нужную модель.
В сентябре 2019 года Lamoda и оператор наружной рекламы Russ Outdoor разместили в центре Москвы 16 интерактивных баннеров с виртуальной «примеркой» одежды. В баннеры встроены камеры и используется технология на основе нейросетей. Программа распознает ладонь и отслеживает её положение перед экраном — так можно управлять курсором и активировать элементы интерфейса.